# Beretta M9
Beretta M9 je poluautomatski pištolj koji je američka vojska usvojila u 1985.